# Venezillo walkeri
Venezillo walkeri är en kräftdjursart som först beskrevs av Arthur Sperry Pearse 1911.  Venezillo walkeri ingår i släktet Venezillo och familjen Armadillidae. Inga underarter finns listade i Catalogue of Life.